# Tailgates & Tanlines
Tailgates & Tanlines é o terceiro álbum de estúdio do cantor norte-americano Luke Bryan, lançado em 5 de agosto de 2011 pela Capitol Records Nashville.

## Lista de faixas
| N.º | Título                                 | Compositor(es)                            | Duração |  |
| 1.  | "Country Girl (Shake It for Me)"       | Luke Bryan, Dallas Davidson               | 3:45    |  |
| 2.  | "Kiss Tomorrow Goodbye"                | Bryan, Jeff Stevens, Shane McAnally       | 3:23    |  |
| 3.  | "Drunk on You"                         | Rodney Clawson, Chris Tompkins, Josh Kear | 3:33    |  |
| 4.  | "Too Damn Young"                       | Arlis Albritton, Casey Kessel             | 3:36    |  |
| 5.  | "I Don't Want This Night to End"       | Bryan, Davidson, Rhett Akins, Ben Hayslip | 3:39    |  |
| 6.  | "You Don't Know Jack"                  | Erin Enderlin, McAnally                   | 3:16    |  |
| 7.  | "Harvest Time"                         | Bryan, Clawson                            | 3:27    |  |
| 8.  | "I Know You're Gonna Be There"         | Bryan, Ashley Gorley                      | 3:36    |  |
| 9.  | "Muckalee Creek Water"                 | Bryan, Patrick Jason Matthews             | 3:56    |  |
| 10. | "Tailgate Blues"                       | Brent Cobb, Neil Medley                   | 3:43    |  |
| 11. | "Been There, Done That"                | Bryan, Rachel Thibodeau                   | 4:29    |  |
| 12. | "Faded Away"                           | Bryan, Michael Carter                     | 3:48    |  |
| 13. | "I Knew You That Way"                  | Jay Clementi, Radney Foster               | 3:32    |  |
| 14. | "That Don't Just Happen" (faixa bônus) |                                           | 3:32    |  |

## Desempenho nas tabelas musicais
| Parada                                    | Melhor posição |
| ----------------------------------------- | -------------- |
| Canadá (Canadian Albums Chart)            | 6              |
| Estados Unidos (Billboard 200)            | 2              |
| Estados Unidos (Billboard Country Albums) | 1              |

| País           | Associação   | Certificação | Vendas     |
| -------------- | ------------ | ------------ | ---------- |
| Estados Unidos | RIAA         | 2× Platina   | 2,000.000+ |
| Canadá         | Music Canada | Platina      | 80.000+    |

## Histórico de lançamento
| País           | Data                | Formato          | Gravadora                 |
| -------------- | ------------------- | ---------------- | ------------------------- |
| Canadá         | 5 de agosto de 2007 | download digital | Capitol Records Nashville |
| Estados Unidos | 5 de agosto de 2007 | download digital | Capitol Records Nashville |